# Paul Rochester
Pour les articles homonymes, voir Rochester.
(en) Statistiques sur pro-football-reference
Paul Gordon Rochester, né le 15 juillet 1938 à Lansing et décédé le 7 juin 2020 à Jacksonville, est un joueur américain de football américain.

## Biographie

### Enfance
Rochester étudie à la Sewanhaka High School de Floral Park où il réalise de bonnes performances dans les équipes de football américain et de crosse,. Il entre à l'université d'État du Michigan et joue avec les Spartans. 

### Carrière
Non sélectionné lors de la draft 1960 de la NFL ou à celle de l'AFL, il signe avec les Texans de Dallas en AFL comme agent libre non-drafté. Il est nommé dans l'équipe All-Star en 1961 et remporte le championnat de l'AFL avec Dallas après un score de 11-3 réalisé sur la saison. Après une moitié de saison sous la nouvelle dénomination de Chiefs de Kansas City, Rochester est remercié par l'entraîneur Hank Stram et récupéré par Weeb Ewbank, enrôlant le défenseur chez les Jets de New York pour le reste de l'exercice. 
Rochester travaille en profondeur avec Gerry Philbin lors de ses années new-yorkaises et participe à la première saison avec un score positif de l'histoire des Jets, en 1967 avec un 8-5-1. New York glane un titre de champion de l'AFL, le deuxième pour Rochester, tout comme le Super Bowl III par la suite. Après une dernière année, comme remplaçant, il prend sa retraite. 
Le 7 juin 2020,, Rochester trouve la mort à l'âge de 81 ans. 